# Платонова, Анастасия Александровна
Анастасия Александровна Платонова (род. 28 августа 1986 года в Москве) — российская фигуристка, выступавшая в танцах на льду с сезона 2007/2008 по сезон 2009/2010 в паре с Александром Грачёвым, а ранее с Андреем Максимишиным.

## Карьера
Самым первым партнером Анастасии был Дмитрий Пономарёв. Пара с ним распалась в 2003 году. Затем, Анастасия выступала с Андреем Максимишиным, с которым они были серебряными призёрами Зимней Универсиады 2007 года. Тренировались они у Алексея Горшкова в Одинцово.
В 2007 году Анастасия получила травму. Одновременно, у тренера Александра Жулина, тяжело травмировался партнёр Натальи Михайловой — Аркадий Сергеев. Чтобы не было простоя у спортсменов, Горшков и Жулин приняли решение объединить в пару Михайлову и Максимишина, работать с новой парой стал А. Жулин.
Оправившись от травмы Настя встала в пару с Александром Грачёвым, с которым на чемпионате России 2008 года они заняли 5—е место. Больше в сезоне 2007—2008 они нигде не выступали. Тренировалась пара у Елены Кустаровой и Светланы Алексеевой.
В сезоне 2008—2009, пара завоевала серебряные медали турнира «Finlandia Trophy» и приняла участия в серии Гран-при на этапе «Cup of Russia», где стала седьмой. На чемпионате России 2009 года, дуэт повторил свой прошлогодний результат — они снова пятые. Летом 2009 года дуэт сменил тренера, они перешли к Александру Жулину.
На чемпионате России 2010 они выступили неудачно, заняли лишь 7-е место и приняли решение закончить спортивную карьеру.

## Спортивные достижения

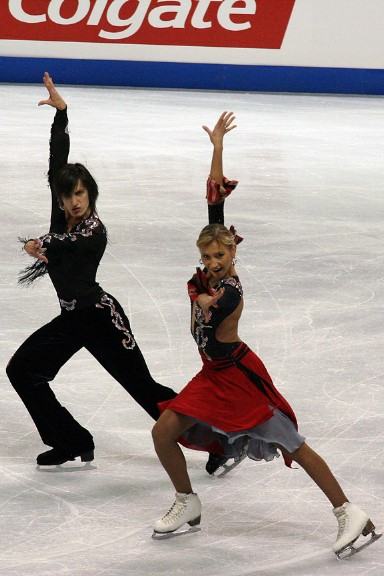
Анастасия Платонова и Андрей Максимишин на турнире «Skate Canada» в 2006 году

(с А.Грачёвым)
| Соревнование                   | 2007—2008 | 2008—2009 | 2009—2010 |
| ------------------------------ | --------- | --------- | --------- |
| Чемпионаты России              | 5         | 5         | 7         |
| Этапы Гран-при:Cup of Russia   |           | 7         | 5         |
| Турниры «Finlandia Trophy»     |           | 2         | 2         |
| Турниры «NRW Trophy», Дортмунд |           | 1         |           |

(с А.Максимишиным)
| Соревнования                       | 2003—2004 | 2004—2005 | 2005—2006 | 2006—2007 |
| ---------------------------------- | --------- | --------- | --------- | --------- |
| Чемпионаты мира среди юниоров      |           | 6         | 5         |           |
| Чемпионаты России                  |           |           |           | 4         |
| Этапы Гран-при:Cup of Russia       |           |           |           | 9         |
| Этапы Гран-При:Skate Canada        |           |           |           | 5         |
| Зимние Универсиады                 |           |           |           | 2         |
| Мемориал Карла Шефера              |           |           |           | 2         |
| Финалы юниорского Гран-При         |           | 6         | 6         |           |
| Этап юниорского Гран-При, Япония   |           |           | 1         |           |
| Этап юниорского Гран-При, Болгария | 3         |           | 3         |           |
| Этап юниорского Гран-При, Румыния  |           | 1         |           |           |
| Этап юниорского Гран-При, Украина  |           | 1         |           |           |
| Этап юниорского Гран-При, Словения | 7         |           |           |           |

(с Пономарёвым)
| Соревнования                      | 2002—2003 |
| --------------------------------- | --------- |
| Этап юниорского Гран-При, Белград | 10        |